# 上竹田村
上竹田村（かみたけだむら）は、広島県深安郡にあった村。現在の福山市の一部にあたる。

## 地理
竹田川の流域、神辺平野（福山平野）南東部の丘陵地に位置していた。

## 歴史
- 1889年（明治22年）4月1日、町村制の施行により、安那郡上竹田村が単独で村制施行し、上竹田村が発足[1][2]。八尋村、上竹田村、下竹田村の町村組合を結成し役場を下竹田村に設置[1]。
- 1898年（明治31年）10月1日、郡の統合により深安郡に所属[1][2]。
- 1941年（昭和16年）2月21日、深安郡八尋村、下竹田村と合併し、竹尋村を新設して廃止された[1][2]。

## 産業
- 農業、畜産[1]